# Greifswalder SV 04
Der Greifswalder SV 04 war ein deutscher Sportverein in Greifswald, Mecklenburg-Vorpommern. Im Juli 2015 fusionierte der Verein mit dem FC Pommern Greifswald zum Greifswalder FC.

## Geschichte

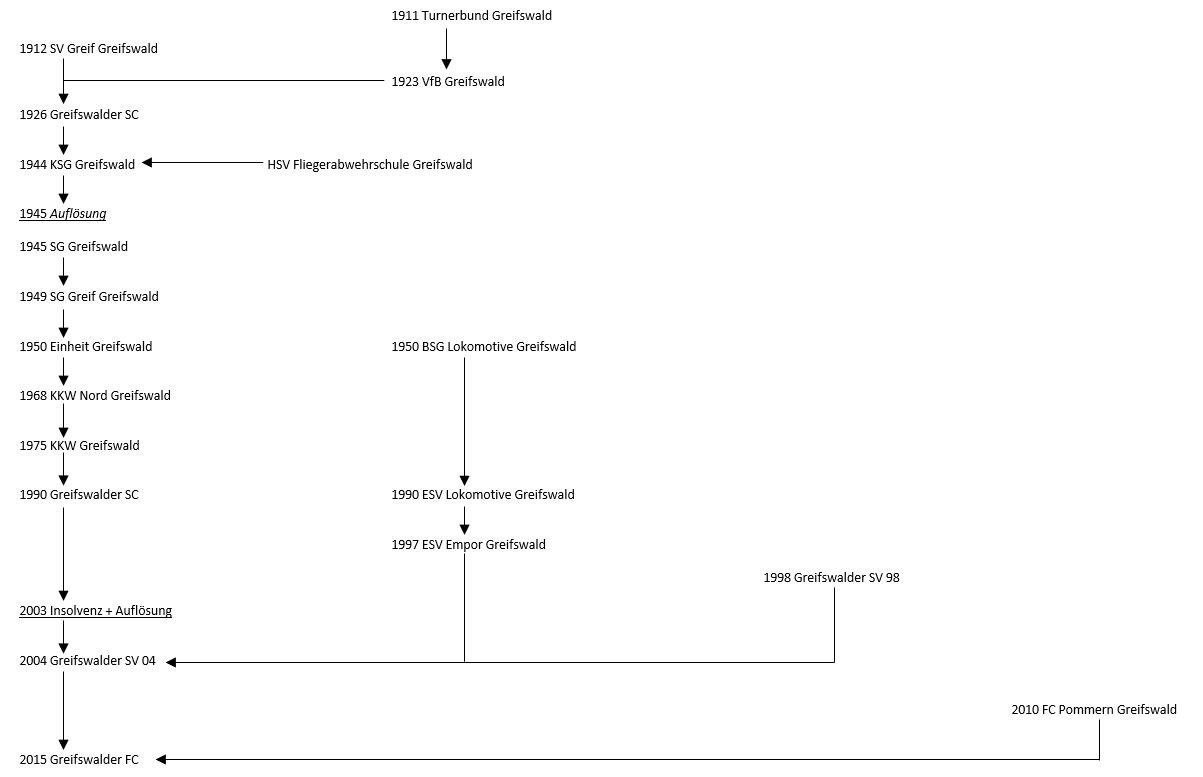
Genese der Greifswalder Fußballvereine von 1911 bis 2015

Nach der 2003 erfolgten Insolvenz des Traditionsvereins Greifswalder SC spielte die Fußballabteilung des Greifswalder SC zwischenzeitlich beim ESV/Empor Greifswald. Am 1. Januar 2004 wurde dann nach einer großen Kraftanstrengung innerhalb der Stadt durch die Fusion der drei Vereine ESV/Empor Greifswald, SSV Grün-Schwarz Greifswald und Greifswalder SV 98 der neue Großverein Greifswalder SV 04 e. V. als Mehrspartenverein gegründet. Der Greifswalder SV 98 trat aufgrund verschiedener Vorstellungen der einzelnen Abteilungen Anfang 2010 wieder aus dem Großverein aus. Zum 1. Juli 2015 fusionierte der Verein mit dem FC Pommern Greifswald zu dem neuen Verein Greifswalder FC.

## Struktur
Der Greifswalder SV 04 war seit dem Jahr 2010 ein reiner Fußballverein. In der Saison 2013/14 standen 3 Männer-, 16 Nachwuchs- zwei Frauen und zwei Mädchenmannschaften im Spielbetrieb.
Mit 450 Mitgliedern war der GSV 04 einer der mitgliederstärksten Vereine in Mecklenburg-Vorpommern. Mit der Fusion 2004 wurde der leistungsorientierte Fußball vom Nachwuchs bis zum Männerteam wieder geeint und somit ein Nachfolger des insolventen Greifswalder SC etabliert. Eine herausragende Stellung nahm der Kinder- und Jugendsport ein, denn über 350 Vereinsangehörige sind 18 Jahre und jünger. Gleichermaßen wurden Leistungs- und Breitensport gefördert. Die Kooperation mit mehreren Greifswalder Schulen war beispielgebend im ganzen Land. Eine Vielzahl von Sportgruppen an den Schulen wurden durch Lehrer oder durch Trainer des GSV betreut. Bis 2010 gehörten unter anderem die Abteilungen Leichtathletik und Badminton zum Verein.
Die Fußballabteilung des Greifswalder SV 04 verstand sich in erster Linie als Ausbildungsverein und war Träger des DFB-Trainingsstützpunktes. Hier wurden zahlreiche junge Talente ausgebildet, von denen Spieler wie Dennis Wegner und Charbel Chougourou den Weg in den bezahlten Fußball geschafft hatten. Seit 2005 führte der Greifswalder SV 04 den Landesleistungsstützpunkt in dieser Sportart. Die Nachwuchsabteilung gehörte zu den leistungsstärksten im Bundesland. Seit Jahren gehörte Greifswald zu den größten Talentzulieferern für den F.C. Hansa Rostock und für die Auswahlmannschaften des Bundeslandes und setzte dabei die äußerst erfolgreiche Nachwuchsarbeit der Vorgängervereine BSG KKW Greifswald und Greifswalder SC fort, deren erfahrene Übungsleiter das Fundament der Abteilung bilden.
Die erste Männermannschaft war das Aushängeschild des Vereins und startete 2003 noch als ESV Empor Greifswald in der Verbandsliga Mecklenburg-Vorpommern. In der Saison 2006/07 konnte frühzeitig der Aufstieg in die Oberliga Nordost realisiert werden. Dafür verantwortlich war in erster Linie der ehemalige Bundesligatrainer Andreas Zachhuber, der 1986 schon einmal für die BSG KKW Greifswald spielte und seinem damaligen Mitspieler und jetzigen Abteilungsleiter Jörg Seering half, an alte Greifswalder Fußballtraditionen anzuknüpfen. Den direkten Durchmarsch in die Regionalliga während der Saison 2007/08 verfehlte der GSV 04 erst in den beiden Relegationsspielen gegen den FC Sachsen Leipzig (Hinspiel: 2:4 in Greifswald vor 5054 Zuschauern, Rückspiel: 2:2 in Leipzig vor 9390 Zuschauern). Im September 2008 legte der erst im Februar des Jahres wiedergewählte Abteilungsleiter Jörg Seering sein Amt aus beruflichen Gründen nieder. Nachdem nach der Hinrunde der Saison 2008/09 mit Patrick Jahn und Daniel Köhn zwei Leistungsträger den Verein verlassen hatten und im Frühjahr auch noch Trainer Andreas Zachhuber zum F.C. Hansa Rostock wechselte, fiel die Mannschaft leistungsmäßig auseinander und landete am Saisonende nur auf Rang elf. Die neu formierte Mannschaft hatte 2009/10 nicht die erforderliche Leistungsstärke für die Oberliga. Nachdem der Hauptsponsor Dong Energy Ende 2009 sein Engagement einstellte, geriet der Verein in finanzielle Schwierigkeiten. Trotz Trainerwechsel stieg die erste Mannschaft am Saisonende in die Verbandsliga Mecklenburg-Vorpommern ab. Nach einem Jahr des Umbruchs und vielen Turbulenzen konnte dort der Klassenerhalt gesichert werden. Im Frühjahr 2011 wurde eine neue Fußballabteilung gewählt, der es gelang, den Verein wieder in ruhiges Fahrwasser zu führen und das Hauptaugenmerk verstärkt auf die Nachwuchsausbildung zu richten. So haben fast alle aktuellen Spieler ihr Fußball-ABC in der traditionsreichen Greifswalder Fußballschmiede erlernt. Ab dem 1. Juli 2015 traten die Fußballmannschaften als Greifswalder FC an. Dessen erste Mannschaft erhielt die Startberechtigung für die Verbandsliga.

### Statistik
- 2003/04–2006/07: Verbandsliga Mecklenburg-Vorpommern
- 2007/08–2009/10: Oberliga Nordost
- 2010/11–2014/15: Verbandsliga Mecklenburg-Vorpommern
- 2005: Finalist Mecklenburg-Vorpommern-Pokal

Aufstiegsmannschaft der Saison 2006/07:
- Tor: Walter Baß (geb.1982, 17 Einsätze) / Marcel Rüh (1975, 11)
- Abwehr: Patrick Jahn (1983, 13), Alexander Glandt (1980, 24), Olaf Prieske (1984, 28), Steffen Seering (1981, 28)
- Mittelfeld: Stefan Schwandt (1984, 30), Thomas Möller (1977, 29), Christian Orendt (1980, 30)
- Angriff: Enrico Maaßen (1984, 27), Mike Gerth (1970, 29), Ronny Krüger (1980, 19)
- Trainer: Andreas Zachhuber (1962), Wolfgang Schröder (1954)

außerdem: Danilo Laß (T, 1977, 2), Maik Sadler (T, 1989, 1), Sebastian Matuszewski (A, 1984, 20), Roman Kasch (A, 1981, 18), Robert Ittermann (A, 1980, 3), Claas Weinmar (M, 1983, 25), Rico Kusch (M, 1984, 18), Dirk Erdmann (M, 1980, 18), Andre Gellentin (M, 1987, 9)
Bekannte/bedeutende ehemalige Spieler:
Lars Kampf (2007–2009), Patrick Jahn (2006–2009), Thomas Möller (2005–2010)

## Stadion

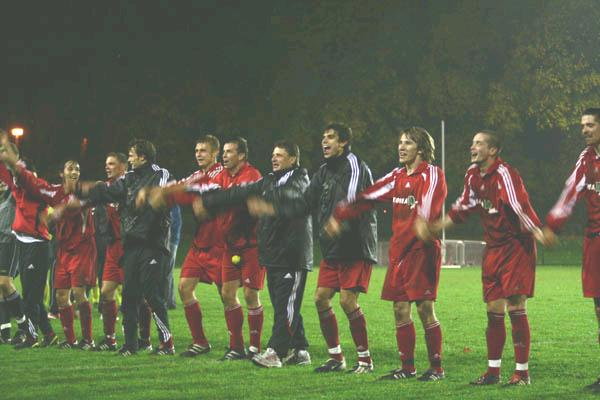
Sieg des GSV 04 (2005)

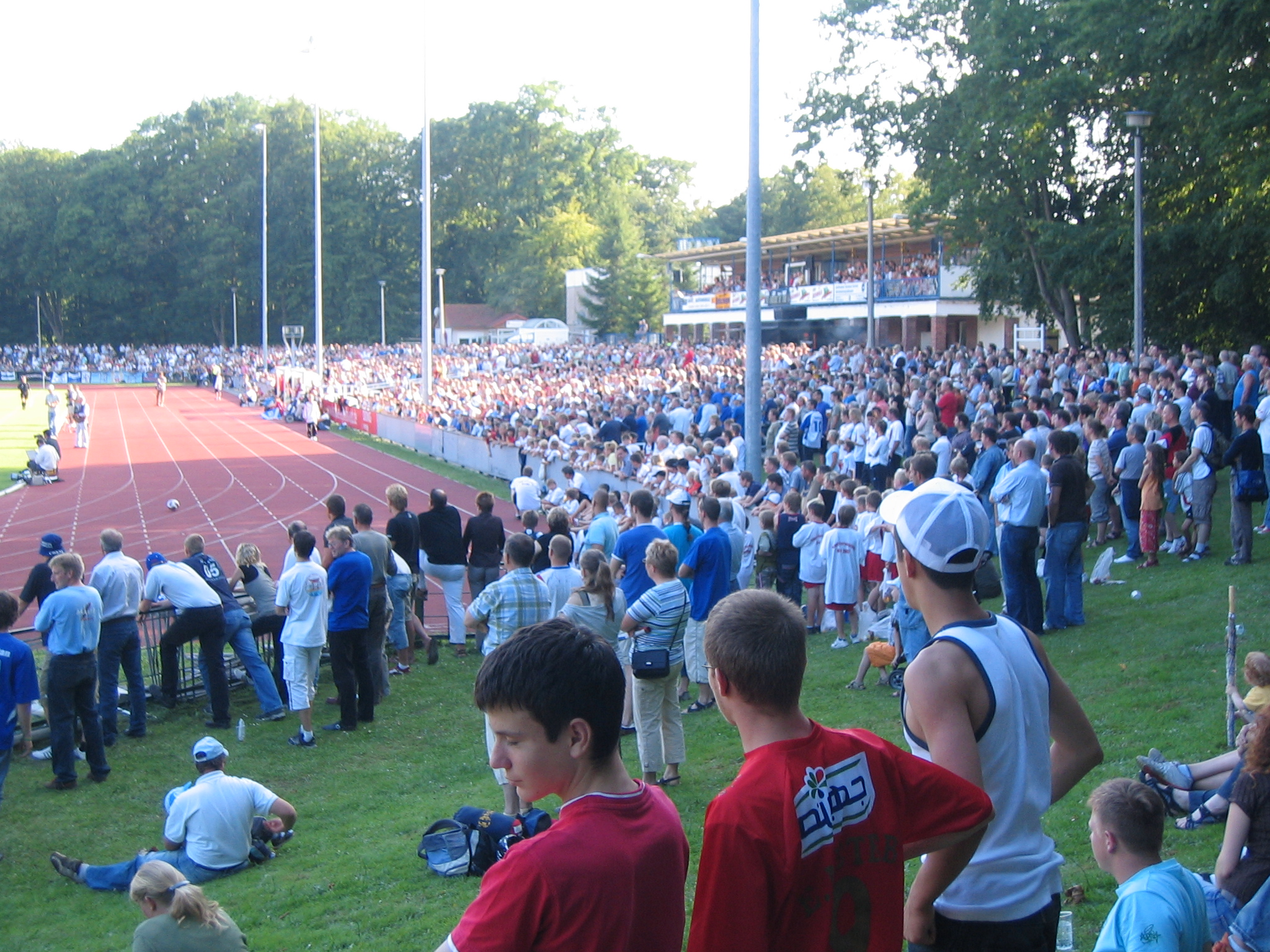
Volksstadion

Eröffnet wurde das Greifswalder „Volksstadion“ am 29. Mai 1927. Das Gebäude mit der Tribüne und den Umkleidekabinen stammt noch aus dieser Zeit. Nach dem Zweiten Weltkrieg kamen die Stufen und die Sitzbänke vor der Tribüne hinzu. In den 1980er Jahren wurde ein drei Meter hoher Zaun um das Spielfeld herum errichtet, der jedoch nach der Insolvenz des Greifswalder SC im Frühjahr 2003 wieder zurückgebaut wurde. Anfang der 1990er wurden der Hauptplatz und die Laufbahn komplett saniert und eine Flutlichtanlage für den Haupt- und zwei Nebenplätze installiert. Zwei Nebenplätze wurden mit Kunstrasen versehen. Außerdem steht noch ein weiterer Rasenplatz zur Verfügung. Der bisherige Besucherrekord wurde in einem Freundschaftsspiel im Jahr 1997 erreicht. 14.000 Besucher sahen ein 4:0 des FC Bayern München gegen den Greifswalder SC. Das Stadionmagazin hieß in den vergangenen Spielzeiten Ryck-Kicker und heimspiel und wurde zur aktuellen Saison in Boddenkicker umbenannt.

## Abteilung Badminton
Als Nachfolger des Greifswalder SV 98 spielte die erste Mannschaft in der Saison 2003/04 und 2004/05 jeweils in der Oberliga Nord. Trotz eines sechsten Platzes musste die Mannschaft am Ende der Saison 04/05 aus personellen Gründen aus der Oberliga zurückziehen. In der Saison 2005/06 spielte die Mannschaft in der Landesliga Mecklenburg-Vorpommern. Souverän wurden Landesmeisterschaft und Landespokal gewonnen. Im März des Jahres 2006 konnte das Team sich bei der Aufstiegsrunde in Eutin erneut für die Oberliga qualifizieren und damit den direkten Wiederaufstieg schaffen. In der Saison 2006/07 wurde mit Platz vier das zu Saisonbeginn ausgegebene Ziel Klassenerhalt sicher erreicht. Die zweite Mannschaft verfehlte mit Platz zwei knapp die anvisierte Titelverteidigung in der Landesliga. In der Saison 2007/08 erreichte die erste Mannschaft den zweiten Platz und feierte damit das beste Ergebnis seit vielen Jahren. In der Saison 2008/09 belegte die erste Mannschaft als Aufsteiger in der Regionalliga Nord den achten Tabellenplatz und musste damit nach einem Jahr wieder in die Oberliga absteigen. Dort belegte die Mannschaft in der Saison 2009/10 einen hervorragenden dritten Platz und scheiterte erst im letzten Spiel am direkten Wiederaufstieg. Die Abteilung Badminton ist eine der größten und erfolgreichsten in Mecklenburg-Vorpommern und hat die Trägerschaft für das Landesleistungszentrum. Erfolge bei norddeutschen und deutschen Meisterschaften zeichnen die traditionell hervorragende Jugendarbeit des Vereins aus. Die Heimspiele der Badmintonabteilung finden in der Sporthalle 3 statt. Mit Ablauf der Saison 2009/10 trat die Badmintonabteilung wieder aus dem Greifswalder SV 04 aus und spielt seitdem wieder unter dem alten Namen Greifswalder SV 98.
Platzierungen:
- Saison 2003/04 Oberliga Nord A, Platz 4.
- Saison 2004/05 Oberliga Nord A, Platz 6.
- Saison 2005/06 Landesliga Mecklenburg-Vorpommern, Platz 1.
- Saison 2006/07 Oberliga Nord A, Platz 4.
- Saison 2007/08 Oberliga Nord A, Platz 2.
- Saison 2008/09 Regionalliga Nord, Platz 8.
- Saison 2009/10 Oberliga Nord A, Platz 3.

## Abteilung Leichtathletik
Die Abteilung Leichtathletik wurde durch die Fusion mit SSV Grün-Schwarz Greifswald im Dezember 1990. Die 1990 gegründete Abteilung entwickelte sich in den 1990er Jahren zu einer der leistungsstärksten in Mecklenburg-Vorpommern. Die kontinuierliche und kompetente Nachwuchsarbeit brachte zahlreiche Erfolge auf internationaler, nationaler und regionaler Ebene hervor. Rund 150 Mitglieder im Alter zwischen 4 und 65 Jahren gehören derzeit zur Abteilung; damit ist sie die zweitgrößte im Greifswalder SV 04. Zehn ehrenamtliche Trainer unter der Leitung des hauptamtlichen Vereinssportlehrers Ralf Ploen betreuten die verschiedenen Gruppen. Die Abteilung richtete mehrere traditionsreiche Veranstaltungen wie Schüler-Olympia, Sportfest der Gymnasien, Mehrkampf-Hallenmeisterschaften der Grundschüler und Intersport-Silvesterlauf aus.
Erfolge:
- Carmen Siewert, Deutsche Meisterin im Marathon 2006, Deutsche Meisterin im Berglauf 2007
- Sebastian Steffen, Deutscher Vizemeister mjA 400 m (Halle) 2007
- Florian Schramm, Deutscher Schülermeister im Achtkampf 2007